# رسمي أبو علي
رسمي حسن محمد علي (13 ديسمبر 1937 - 8 يناير 2020) ويُعرف باسم رسمي أبو علي، هو أديبٌ وإعلاميٌ أردني من أصلٍ فلسطيني، وهو عضو رابطة الكتاب الأردنيين والاتحاد العام للكتاب الفلسطيني.

## حياته
وُلد رسمي أبو علي في 13 ديسمبر 1937 في قرية المالحة قُرب القدس، وبعد النكبة نزحَ مع عائلته إلى بيت لحم، ثم إلى عمّان. حصل على شهادة الثانوية العامة في عمّان، وفي عام 1964 حصل على درجة البكالوريوس من المعهد العالي للفنون المسرحية في القاهرة.
عمل مذيعًا ومقدمًا في إذاعة عمّان في الفترة ما بين 1964 حتى 1966، وانتقل بعدها إلى إذاعة فلسطين حيثُ عمل بها في الفترة ما بين 1966 حتى 1982، وبعدها تفرغَ للكتابة الصحفية. عاش فترةً من حياته في بيروت، وفي عام 1981 أسس مع الشاعر الفلسطيني علي فودة «مجلة الرصيف» في بيروت، وفي بداية الثمانينيات استقر في عمّان.
تُوفي في 8 كانون الثاني (يناير) 2020 في مدينة عمّان، وذلك بعد معاناةٍ طويلةٍ مع المرض، وعن عمر يُناهز 83 عامًا. دُفن في مقبرة أم الحيران في عمّان.

## مؤلفاته
لهُ عددٌ من المؤلفات في مجالاتٍ متنوعةٍ، ومنها:
- «قط مقصوص الشاربين اسمه ريّس» (قصص)، دار المصير الديمقراطي، بيروت، 1980.
- «لا تشبه هذا النهر» (ديوان شعر)، اتحاد الكتاب الفلسطينيين ودار الحوار، دمشق، 1984.
- «الطريق إلى بيت لحم» (رواية)، دار الثقافة الجديدة، القاهرة، 1990.
- «حكاية طويلة اسمها أوميدا» (قصص)، 1990.
- «ذات مقهى» (ديوان شعر)، رابطة الكتاب الأردنيين، عمّان، 1998.
- «أوراق عمان الخمسينات» (سيرة ذاتية)، أمانة عمان الكبرى، عمان، 1998.
- «ينزع المسامير ويترجل ضاحكًا» (قصص)، دار الثقافة، رام الله، 1999.
- «الأعمال الأدبية»، دار مجدلاوي، عمّان، 2008